# 5e division d'infanterie nord-africaine
Pour les articles homonymes, voir 5e division.
La 5e division d'infanterie nord-africaine (5e DINA) est une division d'infanterie de l'armée de terre française qui a participé à la Seconde Guerre mondiale.

## Les chefs de la5eDINA
- 2 septembre 1939 : général Adolphe François Ferdinand Prosper Emmanuel Léon Vieillard

- 19 avril 1940 : général Agliany (sl)
- 16 mai 1940 :  colonel Mesny

## Composition
- Infanterie[1]
  - 11e régiment de zouaves (11e RZ), de septembre à octobre 1939
  - 12e régiment de zouaves (12e RZ), de septembre à octobre 1939
  - 14e régiment de zouaves (14e RZ), de septembre 1939 à juin 1940
  - 6e régiment de tirailleurs marocains (6e RTM), d'octobre 1939 à juin 1940
  - 24e régiment de tirailleurs tunisiens (24e RTT), d'octobre 1939 à juin 1940
  - 1er bataillon de mitrailleurs (1er BM, hippomobile), rattaché en mai-juin 1940
- Cavalerie (groupe de reconnaissance)
  - 95e groupe de reconnaissance de division d'infanterie (95e GRDI)[2]
- Artillerie
  - 22e régiment d'artillerie coloniale (22e RAC), trois groupes de 75
    - 10e batterie divisionnaire antichars (BDAC), canons de 47

  - 222e régiment d'artillerie lourde coloniale (222e RALC), avec deux groupes de 155 C
  - 95e parc d'artillerie[3]
  - 95e compagnie d'ouvrier[3]
  - 95e section de munitions hippomobile[3]
  - 295e section de munitions hippomobile[3]
  - 655e batterie antichars, canons de 47, en renfort, mai 1940[3]
- Génie[3] :
  - 13e compagnie de pionniers du 11e RZ, de septembre à octobre 1939
  - Compagnies de sapeurs-mineurs 95/1 et 95/2
  - Compagnie télégraphique 95/81
  - Compagnie radio 95/82
- Train[3] :
  - Compagnie de transport automobile 195/14
  - Compagnie de transport hippomobile 95/14
- Service
  - 95e groupe sanitaire divisionnaire (95e GSD)[3]
  - Groupe d'exploitation divisionnaire 95/14[3]

## Opérations

### Drôle de guerre
La division est formée à la mobilisation, du 2 au 8 septembre 1939, dans les régions militaires de Lyon-Belley et Toulon-Nîmes. Rassemblée autour de Pont-à-Mousson et subordonnée au 6e corps de la 3e armée, la division rejoint à partir du 13 septembre le secteur de Boulay puis le 4 octobre celui de Narbéfontaine. Début décembre, elle part pour Péronne, où elle est rattachée au 5e corps de la 1re armée. En janvier, elle rejoint le Secteur fortifié de Maubeuge.

### Bataille de France
Le 10 mai 1940, la 5e DINA, qui est stationnée dans la région d'Avesnes-sur-Helpe, se met en mouvement, dans le cadre du plan Dyle, et atteint le 11 mai Thuin, en Belgique. Le 13 mai, la division atteint ses positions dans le secteur de Namur avec mission de tenir le front entre le Fort d'Émines et de Cognelée[réf. nécessaire]. Les positions sont violemment bombardées par l'aviation allemande, rendant la circulation impraticable aux automobiles dans les rues de la ville, qui sont obstruées par les fils des tramways électriques et les matériaux accumulés[réf. nécessaire].
Le 14 mai, des combats d'infanterie ont lieu, les éléments de cavalerie qui couvraient le front à l'est de Namur se replient derrière la position de la [[Dyle|Dyle[réf. souhaitée]]].
Le 15 mai, après avoir résisté à l'attaque d'éléments légers ennemis et permis le repli du 2e régiment de chasseurs ardennais[réf. souhaitée], la 5e DINA reçoit l'ordre de replier sur le ruisseau d'Houyoux qui constitue ses nouvelles positions de défense.
Le 20 mai 1940, la 5e DINA est encerclée en forêt de Mormal. Elle se dégage avec de lourdes pertes. Le gros de la division parvient à rejoindre la poche de Lille. Ils y sont capturés le 30 mai. Des éléments du GRDI et de l'artillerie parviennent rejoindre Bray-Dunes, d'où ils s'embarquent pour la Bretagne. Ils sont finalement prisonniers mi-juin 1940 après avoir été rattachés à la 1re division légère nord-africaine.

## Pour approfondir